# 1495 en santé et médecine
| Années de la santé et de la médecine : 1492 - 1493 - 1494 - 1495 - 1496 - 1497 - 1498    |
| Décennies de la santé et de la médecine : 1460 - 1470 - 1480 - 1490 - 1500 - 1510 - 1520 |

Cet article présente les faits marquants de l'année 1495 en santé et médecine.

## Événements
- Février : fondation du King's College (en) d'Aberdeen, où la médecine est enseignée dès l'origine[1].
- 22 février : entrée des Français à Naples et apparition du « mal des Français »[2].
- Apparition du mot « symptôme »  dans la langue française[3].
- Peste en Finlande[4].
- 1494-1495 : épidémie en Islande, dite « Seconde Peste » par référence à la peste noire qui a fait des ravages entre 1402 et 1404[5].

## Publications
- 15 octobre : publication à Venise du Fasciculus medicinae (en) de Johannes de Ketham (en)[6], initialement paru en 1491, premier livre imprimé qui contienne des planches d'anatomie[7].
- Thomas Le Forestier publie à Rouen le Traité de la peste, adaptation française de son Tractatus contra pestilentiam de 1490[8].
- Nouvelle publication à Venise de la traduction des Canons d'Avicenne par Gérard de Crémone (1114-1187) et Gentile da Foligno (1280-1348[9]).
- Gabriel de Zerbis (1445-1505) publie à Venise son De cautelis medicorum (« Des précautions [à prendre] avec les médicaments[10] »).

## Naissances
- 8 mars : Jean de Dieu (mort en 1550), fondateur de l'ordre des Frères de la charité.
- Matthaeus Curtius (mort en 1542), professeur de médecine à l'université de Bologne[11].

## Décès
- Jean Troussellier (né à une date inconnue), médecin du roi Charles VIII[12].